# Ruellia beniana
Ruellia beniana är en akantusväxtart som beskrevs av John Richard Ironside Wood. Ruellia beniana ingår i släktet Ruellia och familjen akantusväxter. Inga underarter finns listade i Catalogue of Life.